# Дионисий (игумен Саввино-Сторожевского монастыря)
Диони́сий (Квашнин (?); ? — 1527) — игумен Саввино-Сторожевского монастыря с 30 января 1490 года, иконописец.
Впервые Дионисий как настоятель Саввино-Сторожевского монастыря упоминается грамоте князя Андрея Васильевича Угличского от 30 января 1490 года. Дата смерти Дионисия определяется по дате поминальной записи в синодике Троице-Сергиевого монастыря.
Согласно житию Саввы Сторожевского, составленному по поручению митрополита Макария в середине XVI века, однажды Дионисию во сне явился старец, сказавший: «Дионисие, скоро въсътав, напиши образ мой на иконе», а на вопрос кто он, ответивший: «аз есмь Сава, началник месту сему». Старый монах Аввакум, видевший Савву Сторожевского в молодости, описал игумену его внешность, и Дионисий узнал старца. После видения игумен Дионисий написал первую икону Саввы Сторожевского, которую поместили над ракой преподобного. Местонахождение иконы в настоящее время неизвестно.
Наиболее смелые теории отождествляют игумена Дионисия с прославленным иконописцем Дионисием.